# Petljakov Pe-3
Petljakov Pe-3 je bil nočni lovec z dolgim dosegom, ki je bil razvit iz bombnika Petljakov Pe-2. Uporabljal se je tudi kot težki lovec, izvdinik in jurišnik. Pe-3 je podobne konfiguracije kot nemški Junkers Ju 88 in britanski De Havilland Mosquito. Zgradili so 360 letal, proizvodnja je bila večkrat prekinjena. 

## Specifikacije (Petljakov Pe-3bis)
Podatki iz Gordon, Soviet Airpower in World War 2
Splošne značilnosti
- Posadka: 2
- Dolžina: 12,66 m (41 ft 6 in)
- Razpon kril: 17,13 m (56 ft 2 in)
- Površina kril: 40,5 m2 (436 sq ft)
- Teža praznega letala: 5.858 kg (12.915 lb)
- Bruto teža: 8.000 kg (17.637 lb)
- Pogon letala: 2 × Klimov M-105RA 12-valjnin tekočinsko hlajeni V-motor, 820 kW (1.100 hp) vsak
- Propelerji: št. lopatic: 3

Zmogljivost
- Maks. hitrost: 530 km/h (329 mph; 286 kn) na višini 5.050 m (16.568 ft)
- Doseg: 1.500 km (932 mi; 810 nmi)
- Višina leta: 9.100 m (29.856 ft)
- Čas do višine: 6,65 minut do 5.000 m (16.404 ft)

Oborožitev

- Strelno orožje: 

  - 1 × 20 mm ŠVAK v nosu, so 250 naboji
  - 2 × 12.7 mm UBK strojnici v trupu s 500 naboji
  - 1 × 12.7 mm UBT strojnica v zadnji kupoli, 300 nabojev
- Bombe: Do 700 kg (1.543 lb)